# Каямбе (город)
Каямбе (исп. Cayambe) — высокогорный город на севере Эквадора в провинции Пичинча, административный центр одноименного кантона.
Площадь — 11.71 км². Расположен на высоте 2830 м в 15 километрах к западу от вулкана Каямбе, высочайшей точки провинции Пичинча и третьей по абсолютной высоте вершиной Эквадора.

## Население
Население города на 1 октября 2022 года составляло 44 559 человек. Плотность — 3800 чел/км².
В 2010 году здесь проживало 39 028 чел. Город третий по величине в провинции Пичинча.

## Экономика
Экономика базируется на сельскохозяйственной деятельности.  Хотя город в основном населён метисами, окружающее сельское население преимущественно состоит из коренных жителей, которые в основном занимаются натуральным сельским хозяйством, молочным животноводством и заготовкой древесины. 

## История
Сегодняшние коренные жители Каямбе являются потомками народа Каямби, жившего до инков. Каямби сопротивлялись экспансии инков и были окончательно завоеваны Уайна Капаком (одиннадцатым правителем Империи инков) только после кровавой 20-летней войны. В то время народ каямби перенял язык кичуа. Вскоре после этого, в 16 веке, в этот регион прибыли первые испанские конкистадоры. В некоторых деревнях кичуа сохранились и сегодня.
Патроном города считается Апостол Пётр.

## Галерея

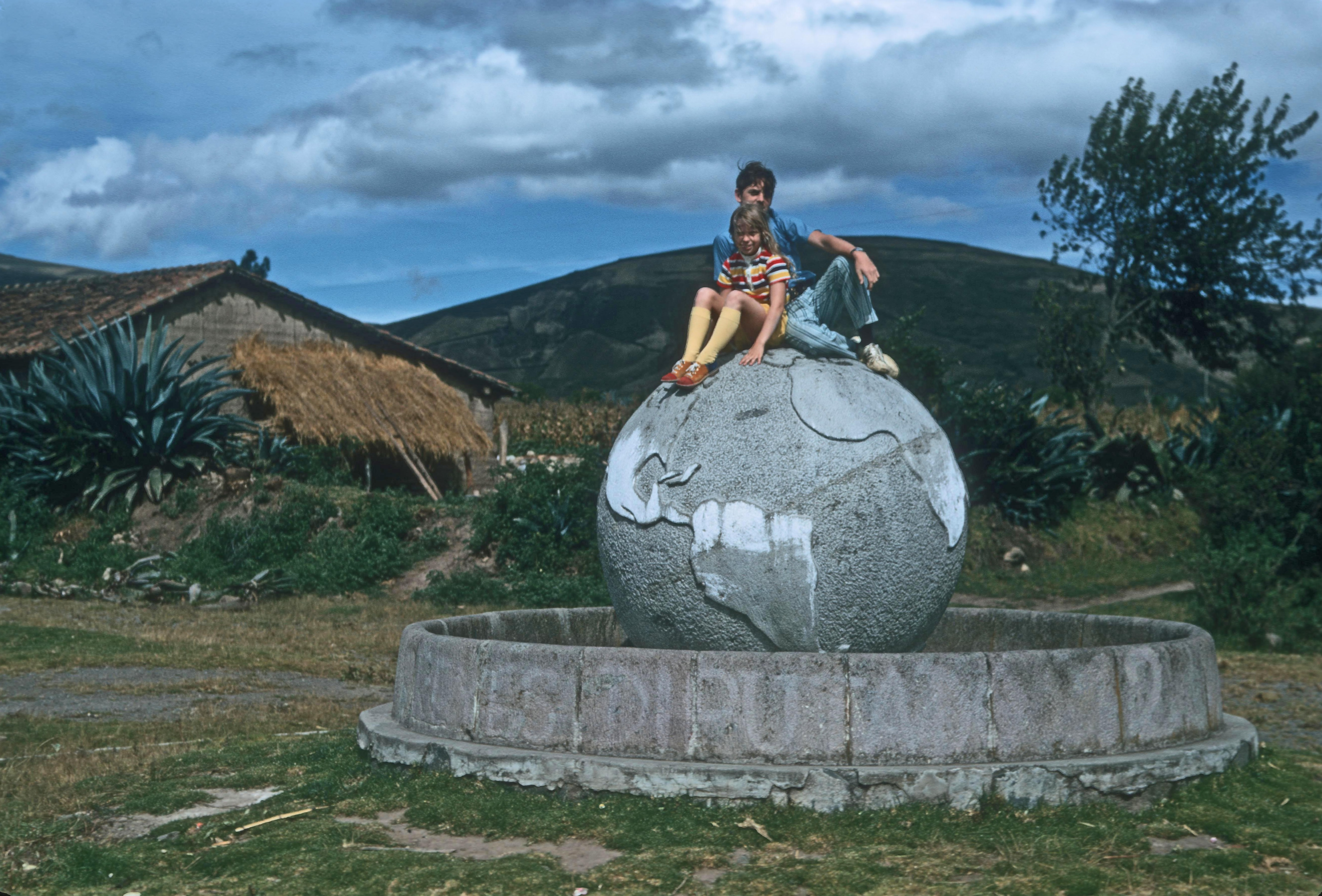
Знак Пан-Американской автотрассы
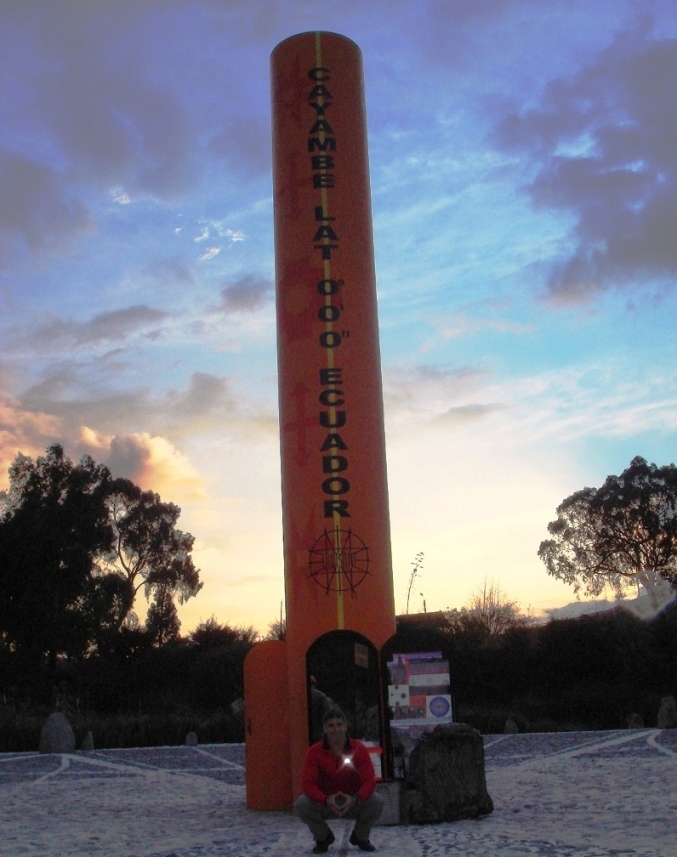
Солнечные часы
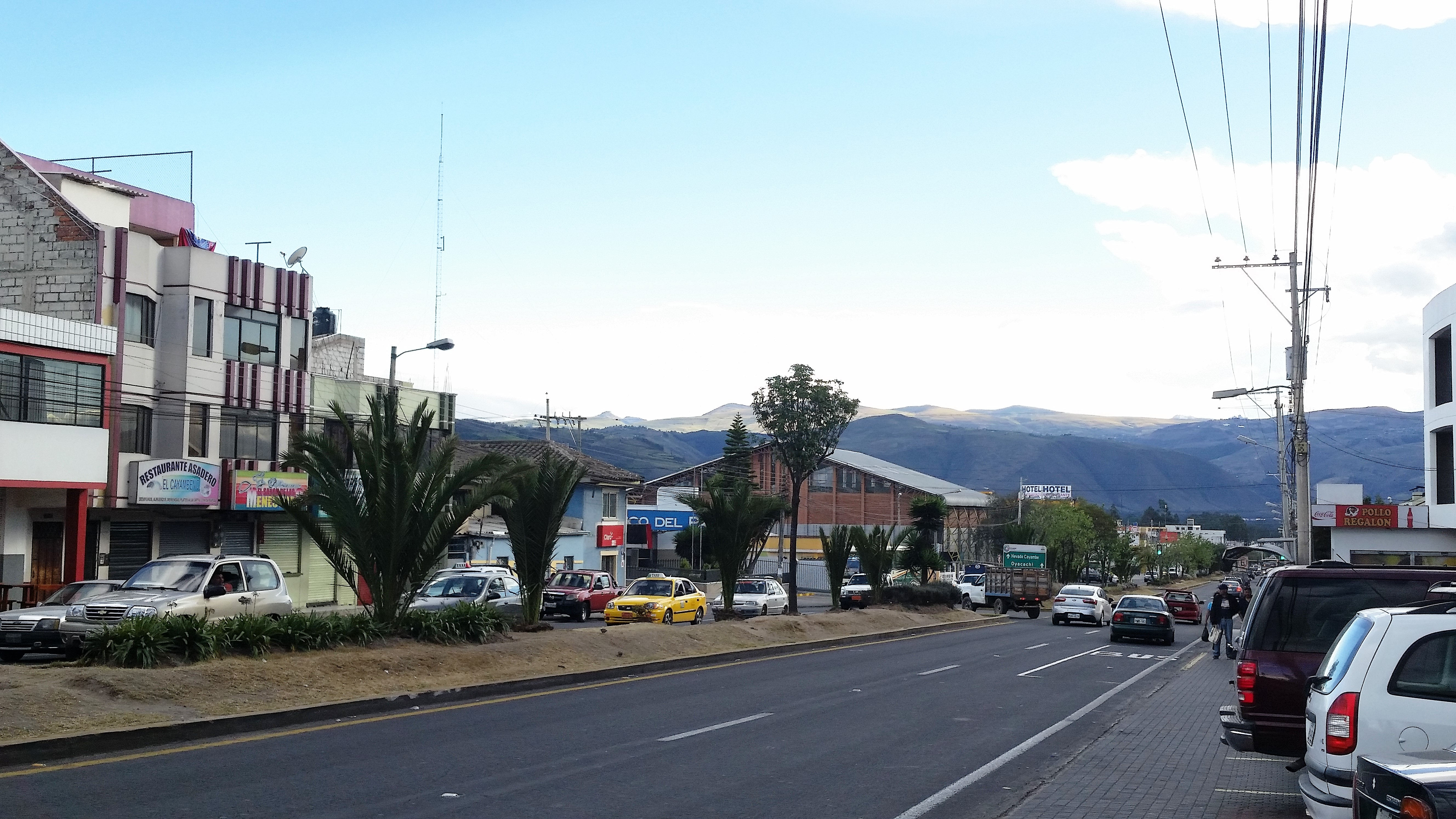
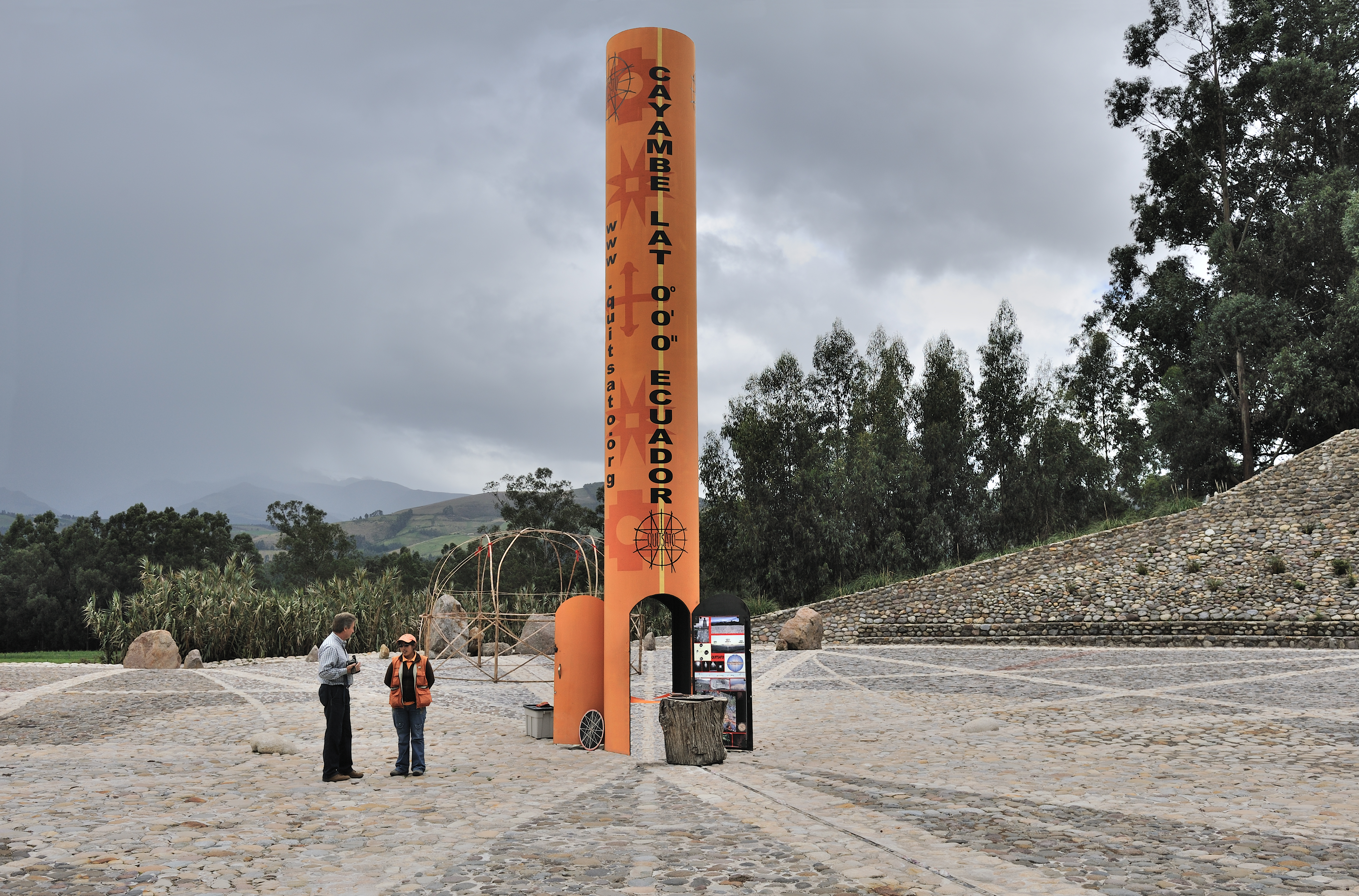
Знак на экваторе